# Belles arts

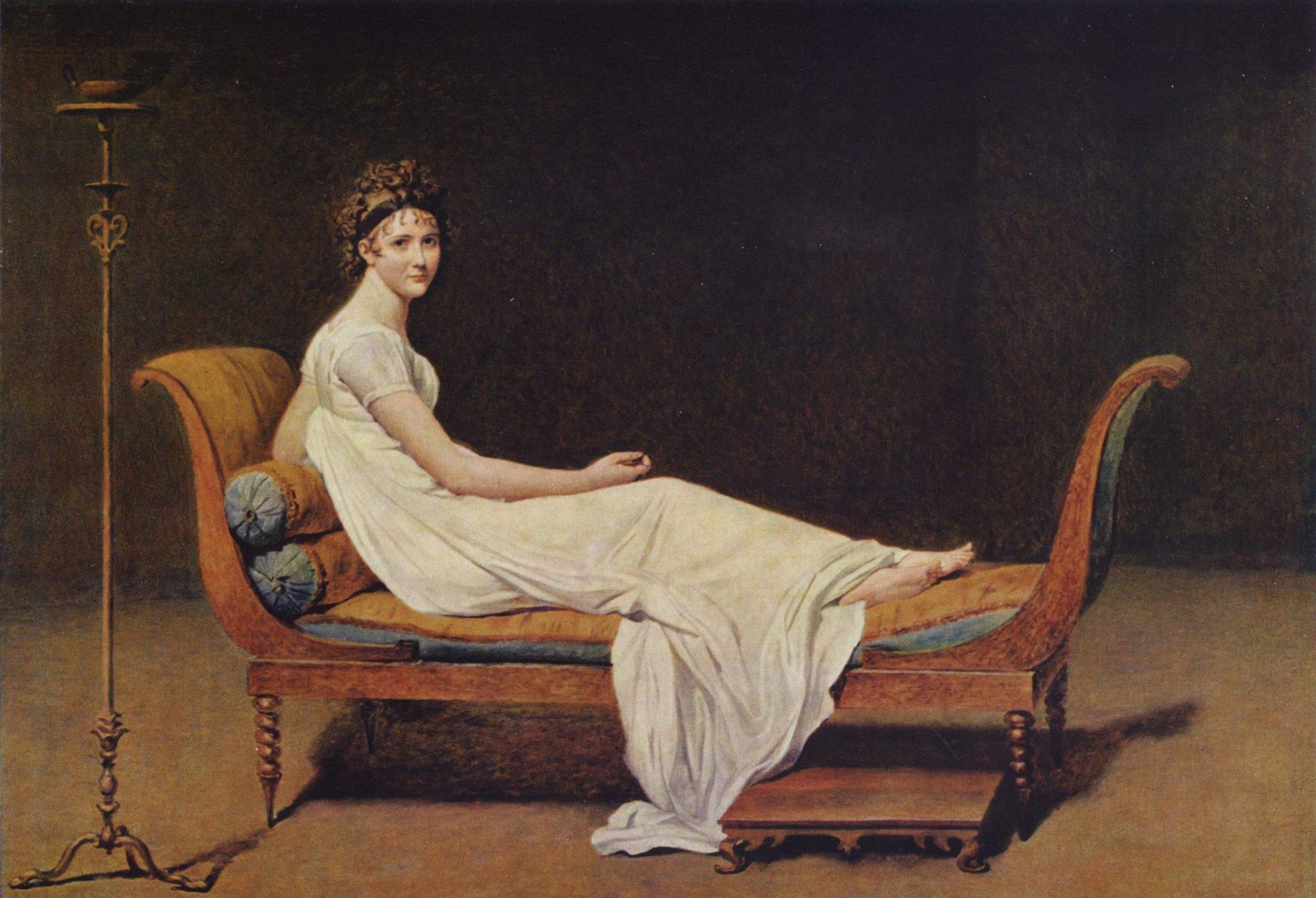
Jacques-Louis David, Retrat de Madame Récamier, 1825, oli sobre tela. 173 × 243 cm Museu del Louvre, París

Les belles arts o arts majors són arts que es desenvolupen principalment per un concepte estètic més que no pas per una aplicació pràctica. «Art» és sovint sinònim de Belles Arts o Arts Majors.
Alguns opinen que avui dia el terme s'ha quedat obsolet, sobretot després de l'adveniment de les avantguardes del segle xx. La polèmica sobre què és art, com s'ha d'anomenar i què inclou comença amb Plató i Aristòtil i sembla que mai no ha estat possible concretar.

## Etimologia

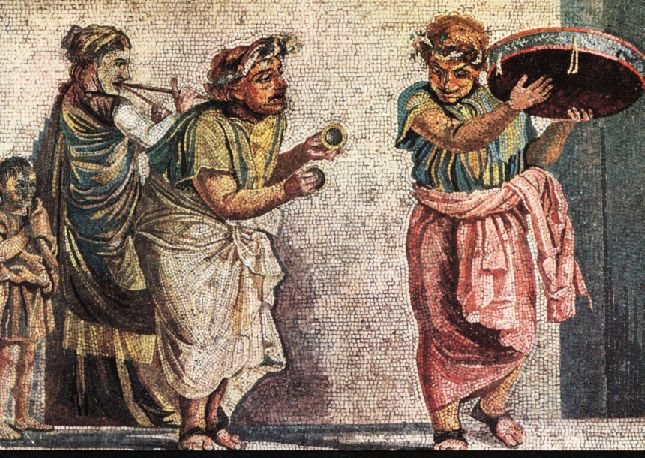
Arts superiors a l'antiga Grècia

Els grecs antics dividien les arts en "superiors" i "menors", sent les primeres aquelles que permetien gaudir les obres per mitjà dels sentits superiors, vista i oïda, amb els quals no cal entrar en contacte físic amb l'objecte observat. Les arts menors serien les que impressionen als sentits menors, gust, olfacte i tacte, amb els que és necessari entrar en contacte amb l'objecte com la gastronomia o la perfumeria.
Tot i l'ús del terme per Francesco da Hollanda (boas artes) al segle xvi i per Charles Perrault el 1690, l'expressió "belles arts" va esdevenir un concepte l'any 1747, a partir de la publicació del llibre Les beaux arts reduïts à un seul principe. En aquest Charles Batteux distingeix tres grups d'arts: belles arts, arts mecàniques i arts intermèdies.
El 1751 a la Gran Enciclopèdia francesa, Diderot continua emprant la contraposició d'arts liberals davant arts mecàniques per classificar les arts en l'article art, però d'Alembert empra el terme beaux arts ("belles arts") a la introducció de l'Enciclopèdia. Des d'aquesta plataforma es traduirà i popularitzarà el terme belles arts.

## Història

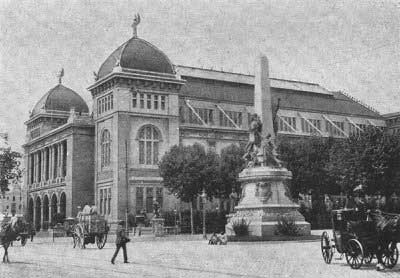
El Palau de les Belles Arts de Barcelona va ser construït per a l'Exposició Universal de 1888 i enderrocat en 1942

En l'àmbit més proper i després de la Guerra de Successió, Catalunya perd les sis universitats de què disposava i se n'inaugura una de nova, al centre del Principat el (1717), la de Cervera. La capital de la Segarra durant el conflicte es va mostrar borbònica.
Des de mitjans del segle xviii, la corona espanyola, influenciada per polítiques europees, impulsa acadèmies, escoles i estudis. En principi, és una docència lligada a institucions militars.
A Catalunya, la iniciativa privada aprofita aquesta nova política; la Junta de Comerç crea diverses escoles, entre elles, la "Escuela gratuita de diseño" el 1775. Aquesta dona fruit a tres institucions actuals: la Reial Acadèmia catalana de Belles Arts, l'Escola d'Arts Aplicades i d'Oficis Artístics (Llotja) i la Facultat de Belles Arts. La mateixa Junta de Comerç crea estudis de caràcter més tècnic que amb el pas del temps i agrupament amb altres iniciatives d'altres indrets catalans esdevindrà la Universitat Politècnica de Catalunya.

## Funcions

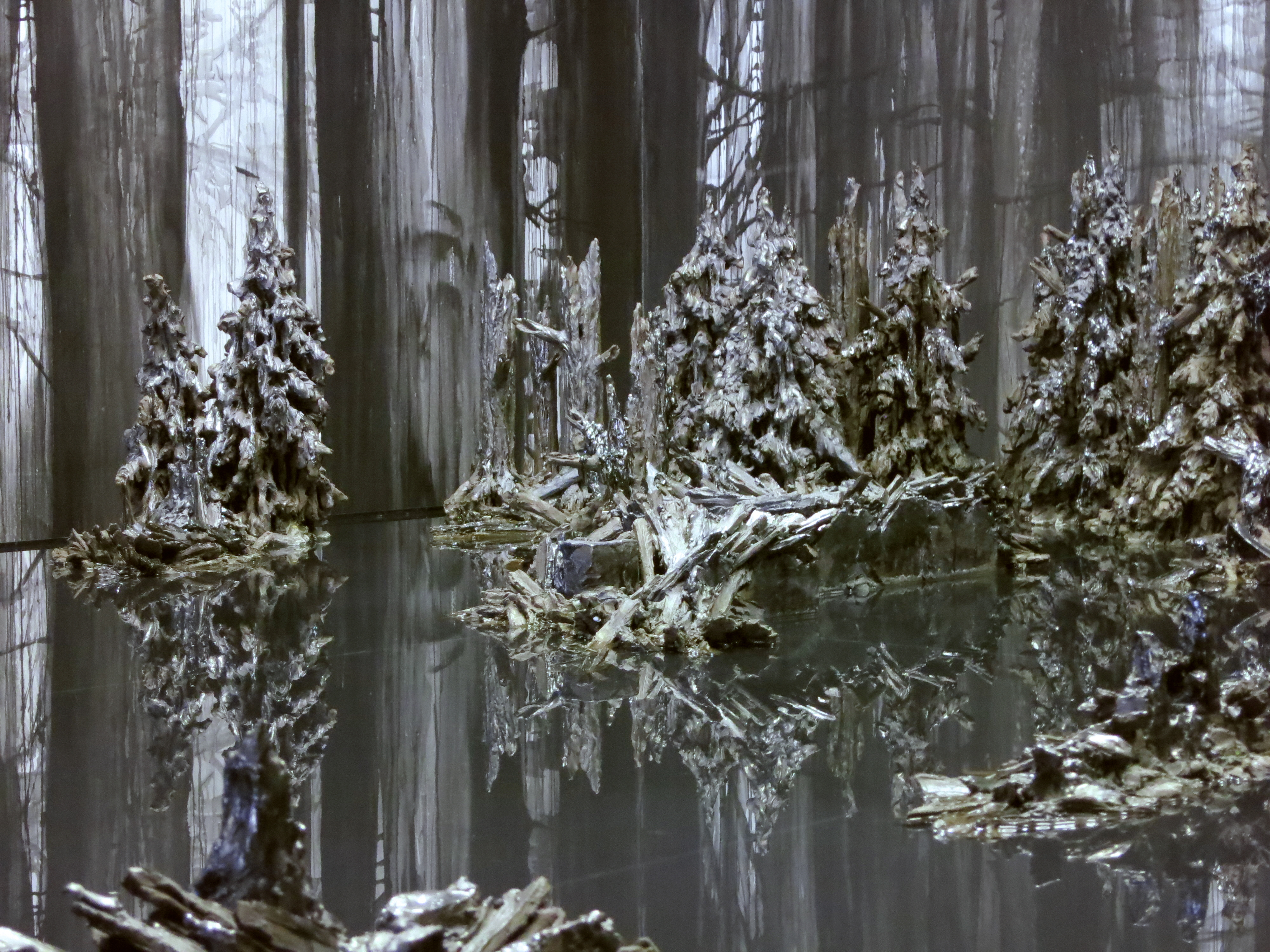
Silent landscape, 2008

Per alguns autors, la funció d'una obra de belles arts és aportar una mirada diferent. Al context de la modernitat es va considerar que contribuïa a augmentar la sensibilitat i la creativitat tant de l'artista com de l'espectador, i això les diferenciava del coneixement filosòfic i del científic. S'ha afirmat que són expressions de la ideologia estètica d'una societat, així, els avantguardistes, per exemple, pretenien donar llibertat a les persones trencant els cànons establerts.
En 1747, Charles Batteux va classificar les arts segons el que ell entenia que era la funció de cadascuna i les va organitzar en el que es considera el sistema modern de les "belles arts". Per a ell, l'únic objectiu d'aquestes era la cerca de la bellesa i comprenia exactament cinc disciplines: dues arts plàstiques (pintura i escultura), dues escèniques (música i dansa) i una literària (el text poètic). El 1750, l'estètica, com a disciplina autònoma, va elaborar el seu estatut propi assumint com a objecte propi el conjunt de les arts.
Per Batteux, encara en el context de la modernitat, el conjunt de les belles arts són el "llenguatge de la humanitat" i el seu camp d'actuació són els sentiments mentre que la paraula és el "llenguatge dels homes" i actua sobre la raó. Per ell, les belles arts són formades per la música, la poesia, la pintura, l'escultura i la dansa; el conjunt intermedi el formen les arts que pretenen proporcionar plaer alhora que esdevenir útils, sent aquestes l'arquitectura i la retòrica; i el conjunt de les arts mecàniques la resta d'arts, la finalitat darrera de les quals era esdevenir útils. Segons Raoul de Longchamp, els oficis útils eren l' ars victuaria , per alimentar la gent; l' ars lanificaria , per vestir; l' arquitectura , per procurar-los una casa; l' ars suffragatoria , per donar-los mitjans de transport; l' ars medicinaria , que els guaria; l' ars negotiatoria , per al comerç i l' ars militaria , per defensar-se.
A més de la bellesa, i especialment en el marc de la postmodernitat, es considera que les anomenades belles arts solen tenir funcions no tangibles, com per exemple per expressar alguna cosa, crear una atmosfera, provocar un estat anímic o mental, interrogar sobre una tradició o una creença, oferir una nova mirada a quelcom, visibilitzar una situació o circumstàncies, fer crítica política o social, utilitzar la ironia o l'humor, lluitar contra rols i estereotips, connectar persones o grups de persones, fer comunitat, relacionar diferents cultures, crear noves idees, recordar, proposar mons imaginaris possibles o impossibles, i molts altres, sense oblidar la no-funció, ni tan sols de bellesa, que reivindiquen alguns artistes, com per exemple, Dalí.
Així, ja no sempre cerquen la bellesa. Poden qüestionar cànons estètics normatius i fins i tot tenir per objectiu la lletjor, com el kitsch o, més directament, el lletgisme. A tall d'exemple, els quadres de Jean Dubuffet i Jean Fautrier associats a Albert Camus i Jean Paul Sartre.

## Classificació

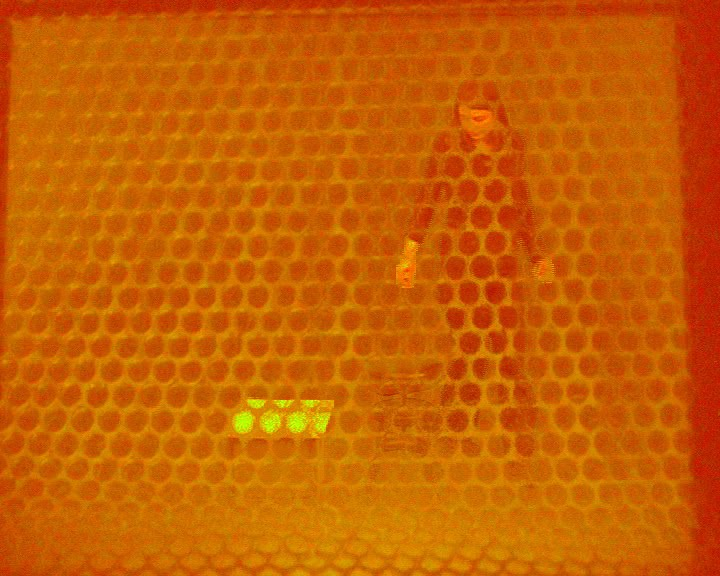
Entry yellow, videoart (acció-instal·lació artística) d'Anja Christine Roß, 2010.

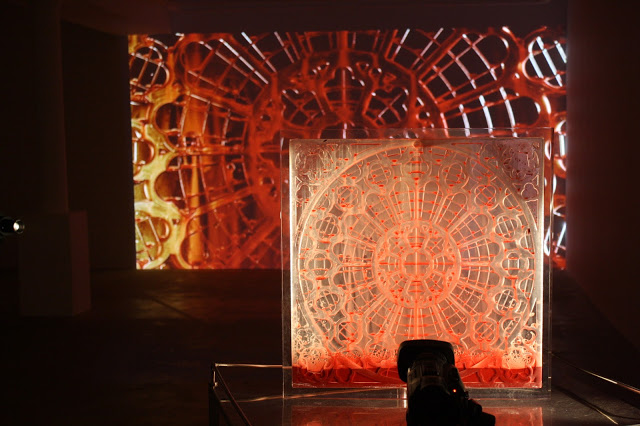
Catholic Blood, 2013

L'expressió "belles arts" s'emprava anteriorment per referir-se a la classificació batteuxiana de les sis disciplines artístiques que considerava que tenien per objectiu l'expressió de la bellesa:
- La pintura aconsegueix la seva finalitat bàsicament a través del color.
- L'escultura amb la forma.
- L'arquitectura amb la creació d'espais.
- La música amb el so.
- La poesia amb la paraula.
- La dansa amb el moviment.

A partir d'això, Ricciotto Canudo anomenà "setè art" al cinema, o art cinematogràfic, l'any 1914, quan definí el cinema com l'art plàstica en moviment que compèndia totes les arts. Aquest terme s'ha popularitzat com a sinònim de cinema, que avui s'inclou al conjunt de les arts audiovisuals.
Actualment l'escultura i la pintura pertanyen al grup de les arts plàstiques, amb la fotografia i altres arts. Avui dia les obres d'arquitectura i d'enginyeria s'inclouen de vegades a les "arts i oficis", o arts aplicades, però en general ja no es consideren "belles arts". Per exemple, a París, l'escola d'arts i oficis (École d'arts et métiers) és una prestigiosa escola d'enginyeria. Algunes arts decoratives poden estar relacionades amb els espais habitables o no habitables. La música i la dansa pertanyen a les arts escèniques, amb altres com el circ, l'òpera o el teatre, però també són encara avui dia considerades belles arts, junt amb la pintura i l'escultura; i ja no l'arquitectura ni la poesia, aquesta darrera considerada una expressió artística mitjançant la paraula.
La poesia s'estudia encara a algunes universitats de belles arts al món, com per exemple a Santiago de Xile, però, en el seu sentit estricte es considera un gènere literari. En un sentit més ampli, es parla de poètiques i de poesia com a formes i maneres possibles, no obligatòries, d'usar altres arts, com les audiovisuals, les instal·lacions, la dansa, la música o la fotografia.

## Formació
Belles arts és el nom una llicenciatura universitària en alguns països. A Espanya, aquesta llicenciatura comprèn estudis de conservació i restauració d'obres d'art, disseny, fotografia, pintura, dibuix, gravat i pedagogia de l'art entre d'altres.
El terme s'ha usat per a designar un nombre limitat de disciplines artístiques i és encara usat per escoles, instituts, i altres organitzacions per a indicar una perspectiva tradicional en el món de l'art, sovint insinuant una associació amb l'art clàssic o l'art acadèmic.